# 日本唱片協會
一般社團法人日本唱片協會（日语：／）是由日本唱片公司所組成的一般社團法人。它是日本國內記錄國際標準音像製品編碼音像製品的主要組織。在日本唱片協會內部還有一個名為唱片製作標準道德委員會（レコード制作基準倫理委員会）的道德審查機構。

## 組織概要
日本唱片協會代表日本國內唱片製作者向唱片購買者及使用者行使“二次使用費請求權”和“唱片租用報酬請求權”，對相關費用進行收取和分配。伴隨非法下載的盛行，日本唱片協會在協會所屬的唱片公司及視頻製作公司與下載網站之間推行基於合約規定的L標誌以進行約束。
除了作為專業組織頒發日本金唱片大獎之外，還會作為行業研究的一部分對生產能力進行調查並同時對金唱片及百萬唱片進行銷量認證。

## 組織沿革
- 1942年：社團法人日本留聲機唱片文化協會（社団法人日本蓄音機レコード文化協会）成立。
- 1944年：改稱為社團法人日本唱盤協會（社団法人日本音盤協会）。
- 1949年：改稱為社團法人日本留聲機唱片協會（社団法人日本蓄音機レコード協会）。
- 1957年：獲國際唱片業協會成認為其日本分會地位。
- 1969年：改稱為社團法人日本唱片協會（社団法人日本レコード協会）。
- 1980年：因協會成員推行轉售價格維持（日语：再販売価格維持），受到公平交易委員會勸告。
- 1985年：與日本唱片出租商業協會（日语：日本コンパクトディスク・ビデオレンタル商業組合）就唱片出租等相關問題達成臨時協議。
- 1987年：第1屆日本金唱片大獎舉行。
- 1989年：開始對唱片銷量進行認證，並推出百萬唱片、白金唱片和金唱片三個檔次的認證級別。
- 1993年：私人錄音補償金管理協會（日语：私的録音補償金管理協会）設立，開始征收相關費用。
- 2002年：防唱片複製的統一標示規格確定。
- 2004年：對P2P分享軟件WinMX的用戶提起損害賠償請求（日语：請求）的訴訟。
- 2008年：開始使用L標誌。
- 2010年：隨著公益法人制度的變更，協會再度更名為一般財團法人日本唱片協會。
- 2012年：由日本音樂事業者協會、日本音樂製作者聯盟（日语：日本音楽制作者連盟）、日本音樂出版社協會（日语：日本音楽出版社協会）與日本唱片協會等專業團體聯合成立的“停止非法下載廣報委員會”于9月份開始運營。

## 正式會員
截至2020年6月30日，日本唱片協會共計有正式會員18家、准會員19家和贊助會員23家。其中正式會員有：

| - 日本古倫美亞 - JVC建伍勝利娛樂 - 國王唱片 - 帝蓄娛樂 - 環球音樂 - 日本王冠 | - 德間日本傳播 - 索尼音樂娛樂 - 波麗佳音 - 華納音樂 - VAP - Being | - 愛貝克思娛樂 - 一生音樂娛樂 - 雅馬哈音樂傳播 - 夢音樂 - 吉本音樂 - 萬代南夢宮藝術 |

## 銷量認證
從1989年開始，日本唱片協會便啟動了針對日本國內唱片銷量的認證並頒發金唱片等認證證書。從那時起，只要單曲或專輯的CD出貨量超過一定的標準就獲得金唱片、白金唱片或百萬銷量等不同等級的銷量認證。原則上，日本唱片協會的銷量統計及認證進限於該協會會員公司於1989年1月21日之後發行的音像作品。經過認定的唱片作品名將在兩個月後的協官方刊物上公佈。除此之外，現在也可以在日本唱片協會官方網站上查詢到2003年下半年之後的絕大部分認證數據；最新數據通常在每月10日進行更新。而從2014年開始，協會也以PDF文檔的格式在官網上公佈了1994年以後的認證數據。通過這些文檔可以查閱到1993年11月到2002年12月的唱片銷量認證情況。
2003年下半年開始，認證類別增加了“音樂視頻（VHS / DVD）”；2006年8月則成立了“網絡音樂付費發行”分類。原本網絡音樂發行是按照各自格式區分統計的，但是從2014年1月開始，日本唱片協會將“手機全曲付費下載”與“電腦付費下載”兩個類別統一為“單軌音樂”進行統計認證。從2020年4月開始，又增加以定額制付費數字音樂為對象的“流媒體認證”。

### 認證標準
日本唱片協會的銷量認證是基於“出貨”，這點與Oricon及Sound Scan等調查公司基於“推測銷量”的方式有所不同。具體兩者的區別參見下表。
| 統計象限               | 公信榜               | 日本唱片協會         | 注釋                             |
| ---------------------- | -------------------- | -------------------- | -------------------------------- |
| 統計對象               | 僅統計對象店鋪的銷量 | 包括發行公司的出貨量 | 協會統計數據高於公信榜的原因     |
| 統計對象以外店鋪的銷量 | 否                   | 是                   | 協會統計數據高於公信榜的原因     |
| 榜單200名以外的銷量    | 否                   | 是                   | 協會統計數據高於公信榜的原因     |
| 獨立音樂               | 是                   | 否                   | 獨立音樂人作品不在協會統計範圍內 |

不過有時日本唱片協會統計的銷量數據會少於公信榜等榜單的統計數據。
鑒於“國產音樂（邦楽）與海外音樂（洋楽）標準有所差異且難以理解”的理由，日本唱片協會從2003年7月開始對認證標準進行了簡化。截至2020年6月30日，目前的認證標準如下：
| 認證等級       | 銷量標準                |
| -------------- | ----------------------- |
| 金唱片         | 10萬張以上              |
| 白金唱片       | 25萬張以上              |
| 雙白金唱片     | 50萬張以上              |
| 三白金唱片     | 75萬張以上              |
| 〇百萬銷量唱片 | 100萬張（〇00萬張）以上 |

而在2003年6月之前所採用的標準則如下表。
| 類型         | 金唱片 | 白金唱片 | 百萬銷量 |
| ------------ | ------ | -------- | -------- |
| 國產音樂     | 20萬張 | 40萬張   | 100萬張  |
| 海外音樂專輯 | 10萬張 | 20萬張   | 100萬張  |
| 海外音樂單曲 | 5萬張  | 10萬張   | 100萬張  |

在日本唱片協會統一唱片銷量認證標準之前，對於銷量超過白金唱片標準並實際銷量數據為白金唱片標準倍數時，協會有時也會授予諸如雙白金唱片、三白金唱片、四白金唱片、五白金唱片等這樣的認證頭銜。但現在，日本唱片協會的銷量認證體系與其他國家（例如英國和美國）不同的地方在於已經不再頒發多白金銷量的認證；可對於百萬銷量以上的唱片還是會提供如兩百萬唱片、三百萬唱片這樣的認證。

### 百萬認證作品
註：
1. 括號內為該音樂作品在日本的公開發行日期；
2. 部分無對應中文詞條的唱片名以台灣或中國大陸引進發行公司的官方譯名為準；
3. 兩百萬銷量會以粗體“★★”表示，三百萬銷量則以粗體橙字“★★★”表示，四百萬銷量則以粗體紅字“★★★★”表示。

#### 實體單曲

##### 2020年代
- SixTONES / Snow Man《Imitation Rain/D.D.》（2020年1月）
- AKB48《感謝失戀》（2020年3月）
- 乃木坂46《幸福的保護色》（2020年3月）
- 嵐《風箏（日语：カイト (嵐の曲)）》（2020年9月）
- Snow Man《KISSIN' MY LIPS/Stories》（2020年10月）
- King & Prince《月神 / 色彩》（2022年11月）
- 乃木坂46《不存在於此的事物》（2023年1月）
- King & Prince《Life goes on / We are young》（2023年2月）
- Snow Man《Tapestry/W》（2023年3月）

##### 2010年代
| - AKB48《Beginner》（2010年10月） - AKB48《變成櫻花樹》（2011年2月） - AKB48《Everyday、髮箍》（2011年6月） - AKB48《飛翔入手》（2011年9月） - AKB48《風正在吹》（2011年11月） - AKB48《崇尚麻里子》（2011年12月） - AKB48《GIVE ME FIVE!》（2012年2月） - AKB48《仲夏的Sounds good!》（2012年5月）★★ - AKB48《格子花紋》（2012年9月） - AKB48《UZA》（2012年11月） - AKB48《永遠的壓力》（2012年12月） - AKB48《So long!》（2013年2月） - AKB48《再見自由式》（2013年5月）★★ - AKB48《戀愛的幸運餅乾》（2013年8月） - AKB48《真心電流》（2013年11月） - AKB48《倘若在梧桐樹的路上對你說「我夢見了你的微笑」之後我們的關係會有什麼樣的變化呢、我兀自持續想了好多天最後有點難為情地得到了一個結論》（2013年12月） | - AKB48《勇往直前》（2014年2月） - AKB48《拉布拉多獵犬》（2014年5月）★★ - AKB48《心意告示牌》（2014年8月） - AKB48《希望無限》（2014年11月） - AKB48《Green Flash》（2015年3月） - AKB48《我們不戰鬥》（2015年5月）★★ - AKB48《Halloween Night》（2015年8月） - AKB48《紅唇Be My Baby》（2015年12月） - AKB48《你就是旋律》（2016年3月） - AKB48《不需要翅膀》（2016年6月）★★ - AKB48《LOVE TRIP/分享幸福》（2016年8月） - AKB48《High Tension》（2016年11月） - 乃木坂46《再見的意義》（2016年11月） - 乃木坂46《大影响家》（2017年3月） - AKB48《Shoot Sign》（2017年3月） - AKB48《空有願望》（2017年6月）★★ - 乃木坂46《蜃景》（2017年8月） - AKB48《＃就是喜歡你》（2017年9月） | - 乃木坂46《及時行事》（2017年10月） - 乃木坂46《赤腳Summer》（2017年11月） - AKB48《11月的脚链》（2017年12月） - AKB48《Ja-Ba-Ja》（2018年3月） - 櫸坂46《打破玻璃！》（2018年3月） - 乃木坂46《同步巧合》（2018年4月） - AKB48《Teacher Teacher》（2018年6月）★★★ - 櫸坂46《矛盾心理》（2018年8月） - 乃木坂46《以自我為中心！》（2018年8月） - AKB48《感傷列車》（2018年9月） - 乃木坂46《想繞遠路回家》（2018年11月） - AKB48《NO WAY MAN》（2018年12月） - AKB48《回憶上心頭DAYS》（2019年3月） - 櫸坂46《黑羊》（2019年4月） - 乃木坂46《Sing Out!》（2019年5月） - 防彈少年團《Lights/Boy With Luv》（2019年7月） - AKB48《持續愛你》（2019年9月）★★ - 乃木坂46《黎明來臨前無須逞強》（2019年9月） |

##### 2000年代
| - 濱崎步《M》（2001年1月） - 宇多田光《Can You Keep A Secret?》（2001年2月） - 化學超男子《PIECES OF A DREAM》（2001年6月） - 桑田佳祐《破浪強尼》（2001年7月） - 色情涂鸦《鳳蝶》（2001年10月） - 桑田佳祐《白色戀人們》（2001年11月） | - 宇多田光《traveling》（2002年1月） - 濱崎步《H》（2002年9月） - SMAP《世界上唯一的花》（2003年3月）★★★ - 宇多田光《COLORS》（2003年12月） - 森山直太朗《櫻花（獨唱版）》（2004年1月） | - 福山雅治《虹/向日葵/這就是一切》（2004年1月） - 橘子新乐园《花》（2004年12月） - 修二與彰《青春Amigo》（2005年11月） - KAT-TUN《Real Face》（2006年3月） - 秋川雅史《化為千風》（2007年8月） |

#### 實體專輯

##### 2020年代
- 米津玄師《STRAY SHEEP》（2020年8月）
- 防彈少年團《BTS, THE BEST（日语：BTS, THE BEST）》（2021年6月）
- Snow Man《Snow Mania S1》（2021年9月）
- Snow Man《Snow Labo. S2》（2022年9月）

##### 2010年代
| - 德永英明《VOCALIST》（2010年5月） - 嵐《我眼中的風景》（2010年8月） - 生物股長《生物百科圖鑑～團員精選～》（2010年11月） - 放浪兄弟《祈願之塔》（2011年3月） - AKB48《就是在這裡》（2011年6月） - Lady Gaga《超人氣》（2011年7月） - 嵐《Beautiful World》（2011年12月） - 少女時代《Girls' Generation》（2012年5月） | - Mr.Children《Mr.Children 2001-2005＜micro＞》（2012年5月） - Mr.Children《Mr.Children 2005-2010＜macro＞》（2012年5月） - AKB48《1830m》（2012年8月） - 可苦可樂《ALL SINGLES BEST 2》（2012年9月） - 竹內瑪莉亞《Expressions》（2013年5月） - AKB48《未來軌跡》（2014年1月） - 群星《冰雪奇緣電影原聲帶》（2014年6月） - 第三代J Soul Brothers《PLANET SEVEN》（2015年8月） | - 嵐《Japonism》（2015年10月） - DREAMS COME TRUE《DREAMS COME TURE精選！我的DCT》（2015年12月） - 小田和正《自己BEST》（2002年5月）★★★ - 松任谷由實《日本之戀，由實。》（2016年3月） - SMAP《SMAP 25 YEARS》（2016年12月） - 安室奈美惠《Finally》（2017年11月）★★ - 嵐《5×20 All the BEST!! 1999-2019》（2019年6月）★★ - 中島美雪《Singles 2000》（2019年11月） |

##### 2000年代
| - aiko《櫻花樹下》（2001年4月） - aiko《夏服》（2001年7月） - 宇多田光《Distance》（2001年3月）★★★★ - 小事樂團《4 FORCE》（2001年3月） - 鬼束千尋《失眠》（2001年2月） - 聖堂教父《愛的箴言》（2001年6月） - 倉木麻衣《Perfect Crime》（2001年7月） - 化學超男子《The Way We Are》（2001年11月）★★ - JUDY AND MARY《WARP》（2001年2月） - 色情涂鸦《Foo?》（2001年3月） - SMAP《Smap Vest》（2001年3月） - 竹內瑪莉亞《Bon Appetit!》（2001年8月） - DA PUMP《Da Best of Da Pump》（2001年3月） - 濱崎步《A BEST》（2001年3月） - 後街男孩《至尊無敵超精選》（2001年11月） - 群星《THE BEST OF DETECTIVE CONAN ～名侦探柯南 主题曲集～》（2001年2月） - 群星《MAX BEST》（2001年11月） - 平井堅《Gaining through losing》（2001年8月） - 福山雅治《f》（2001年5月） - 松任谷由實《sweet,bitter sweet〜YUMING BALLAD BEST》（2001年11月） - 米希亞《MARVELOUS》（2001年4月） - Mr.Children《Mr.Children 1992-1995》（2001年7月）★★ - Mr.Children《Mr.Children 1996-2000》（2001年7月） - 早安少女組。《Best! 早安少女組。1》（2001年1月） - 早安少女組。 / 中澤裕子 / 蒲公英 / 小早安 / 安倍夏美《Petit Best～黃色或藍色》（2001年11月） - 愛的魔幻《THE GREATEST BEST》（2001年1月） - 彩虹乐团《Clicked Singles Best 13》（2001年3月） - 濱崎步《I am...》（2002年1月） - 恩雅《《冷靜與熱情之間》主題曲集》（2002年2月） - 米希亞《米希亞無限精選》（2002年3月）★★ | - Mr.Children《IT'S A WONDERFUL WORLD》（2002年5月） - B'z《GREEN》（2002年7月） - 屎爛幫《東京嘻哈寶典》（2002年8月） - 中島美嘉《TRUE 唯美生存》（2002年9月） - 桑田佳祐《ROCK AND ROLL HERO》（2002年9月） - 米希亞《天空之吻》（2002年10月） - 寶兒《傾聽我心》（2002年11月） - TLC《瘋狂郵件》（2002年11月） - 桑田佳祐《世紀佳作 精選＋新歌》（2002年11月）★★ - 群星《Kiss 〜dramatic love story〜》（2002年12月） - B'z《The Ballads 〜Love & B'z〜》（2002年12月） - 宇多田光《DEEP RIVER》（2002年6月）★★★ - 寶兒《為愛勇敢》（2003年1月） - 濱崎步《A BALLADS》（2003年3月）★★ - 濱崎步《RAINBOW》（2002年12月）★★ - 化學超男子《Second to None》（2003年1月）★★ - 艾薇兒·拉維尼《展翅高飛》（2003年2月） - t.A.T.u.《超速快感》（2003年5月） - 女子十二樂坊《女子十二樂坊～Beautiful Energy～》（2003年9月） - 南方之星《海之Yeah!!》（2003年10月）★★★★ - DREAMS COME TRUE《千禧至愛精選輯－全心全意》（2003年10月） - 中島美嘉《LØVE 愛無止境》（2003年11月） - 綾小路君麻呂《綾小路君麻呂 爆笑Super Live第1集！對中老年的愛……》（2003年11月） - HY《Street Story》（2003年12月） - 放浪兄弟《放浪樂園》（2003年12月） - 濱崎步《Memorial address》（2003年12月） - 倉木麻衣《Wish You The Best》（2004年1月） - Mr.Children《至福之音》（2004年4月） - Utada《EXODUS》（2004年10月） - 放浪兄弟《放浪精選影音全輯》（2005年2月） | - 寶兒《靈魂深處日文精選》（2005年2月） - 決明子《決明破力士4》（2005年6月）★★ - Mr.Children《四次元 Four Dimensions》（2005年8月） - Mr.Children《I ♥ U》（2005年9月） - 橘子新乐园《橘然自得》（2005年10月） - 南方之星《Killer Street》（2005年10月） - 中島美嘉《BEST 最嘉精選》（2005年12月） - 倖田來未《BEST～second session～》（2006年3月）★★ - 絢香《First Message》（2006年12月） - 倖田來未《Black Cherry》（2006年12月） - Mr.Children《HOME》（2007年3月） - 席琳·狄翁《天長地久－世紀情歌精選》（2007年5月）★★ - ZARD《Golden Best ～15th Anniversary～》（2007年8月） - 可苦可樂《ALL SINGLES BEST》（2007年10月）★★★ - 放浪兄弟《EXILE LOVE》（2007年12月） - 可苦可樂《5296》（2007年12月） - 艾薇兒·拉維尼《美麗壞東西》（2008年1月） - 放浪兄弟《EXILE CATCHY BEST》（2008年3月） - 宇多田光《HEART STATION》（2008年3月） - 群星《R35 Sweet J-Ballads》（2008年3月） - 德永英明《VOCALIST 3》（2008年4月） - B'z《B'z The Best "ULTRA Pleasure"》（2008年6月） - 安室奈美惠《BEST FICTION》（2008年7月） - GReeeeN《啊，你好。好久不見。》（2008年12月） - Mr.Children《SUPERMARKET FANTASY》（2008年12月） - 放浪兄弟《EXILE BALLAD BEST》（2008年12月）★★ - GReeeeN《胡椒鹽》（2009年6月） - 嵐《1999-2009 完全精選！》（2009年8月） - 絢香《絢香金曲極選 2006-2009》（2009年9月） - 放浪兄弟《給珍愛的未來》（2009年12月） |

#### 手機鈴聲下載
從2006年8月開始進行認證統計到2013年9月撤銷該列表，這期間有許多作品拿下了百萬銷量（付費下載量）的實際成績。但隨著數字音樂發行平台的完善和進步，本项服务已近消失已經消失，故不予列舉。

#### 手機全曲下載
從2006年8月，依據付費下載數據進行月度統計認證。手機鈴聲下載與電腦下載也依照此法。
2013年12月，該類別與數字付費下載統計數據合併，故本類別數據統計就此結束。
| - GReeeeN《愛歌》（2007年7月）★★ - 絢香《三日月》（2007年9月）★★（含電腦下載數據） - 可苦可樂《蕾》（2008年1月）★★（含電腦下載數據） - 青山黛瑪 feat.SoulJa《留在我身邊》（2008年2月）★★ / ★★★（含電腦下載數據） - SoulJa《在你身邊 feat.青山黛瑪》（2008年3月） - SEAMO《擇日再相逢》（2008年5月） - 可苦可樂《櫻花》（2008年6月） | - 宇多田光《Prisoner Of Love》（2008年7月） - GReeeeN《奇蹟》（2008年7月）★★ / ★★★★（含電腦下載數據） - 可苦可樂《永遠在一起》（2008年11月） - 放浪兄弟《我愛你》（2009年1月）★★（含電腦下載數據） - 宇多田光《Flavor Of Life》（2009年3月） - GReeeeN《遙遠》（2009年10月） - 放浪兄弟《兩人的唇》（2009年12月） | - JUJU with JAY'ED《如果還會有明天》（2009年12月） - Hilcrhyme《春夏秋冬》（2009年12月） - 木村KAELA《Butterfly》（2010年1月） - 西野加奈《好想見你 好想見你》（2010年8月） - 放浪兄弟《Lovers Again》（2011年1月） - AI《Story》（2011年4月）★★（含電腦下載數據） - AKB48《無限重播》（2011年12月） - 生物股長《感謝》（2012年12月） |

## 串流媒體認證
從2020年4月開始，隨著音樂串流媒體市場的擴大，RIAJ宣布開始進行「串流媒體認證」。計算包括：Amazon Music Prime、Amazon Music Unlimited、Apple Music、AWA、KKBOX、LINE MUSIC、Rakuten Music、Spotify、TOWER RECORDS MUSIC、YouTube Music、YouTube Music Premium等11個項目。

### 認證標準
一個月發布一次，約於每個月的25日至29日公布上個月的認證作品。
| 認證等級 | 認證標準     |
| -------- | ------------ |
| 白銀     | 3000萬次以上 |
| 金       | 5000萬次以上 |
| 白金     | 1億次以上    |
| 雙白金   | 2億次以上    |
| 三白金   | 3億次以上    |
| 鑽石     | 5億次以上    |
| 雙鑽石   | 10億次以上   |

1. 白銀等級於2021年12月以後廢止。
2. 「雙白金」和「三白金」於2023年1月增加。
3. 「雙鑽石」於2025年3月認定作品表增加。

### 雙鑽石認證作品
- YOASOBI〈向夜晚奔去〉（2025年3月）

### 鑽石認證作品
- YOASOBI〈向夜晚奔去〉（2021年9月）
- 防彈少年團〈Dynamite〉(2022年1月)
- Official髭男dism〈Pretender〉（2022年2月）
- 優里〈乾燥花〉（2022年2月）
- King Gnu〈白日（日语：白日 (King Gnuの曲)）〉（2023年6月）
- YOASOBI〈群青〉（2023年7月）
- YOASOBI〈怪物〉（2023年11月）
- 愛繆〈金盞花〉（2023年12月）
- Official髭男dism〈I LOVE...〉（2023年12月）
- Official髭男dism〈Subtitle〉（2024年1月）
- YOASOBI〈アイドル〉（2024年1月）
- Vaundy〈怪獸的花歌〉（2024年1月）
- back number〈水平線（日语：水平線 (back numberの曲)）〉（2024年4月）
- 防彈少年團〈Butter〉（2024年6月）
- 優里〈參宿四（日语：ベテルギウス (優里の曲)）〉（2024年6月）
- Mrs. GREEN APPLE〈青與夏〉（2024年7月）
- Mrs. GREEN APPLE〈點描之歌 (feat. 井上苑子)〉（2024年10月）
- Mrs. GREEN APPLE〈舞廳（日语：ダンスホール (Mrs. GREEN APPLEの曲)）〉（2024年12月）
- Creepy Nuts〈Bling-Bang-Bang-Born〉（2025年1月）
- back number〈高嶺的花子小姐（日语：高嶺の花子さん）〉（2025年3月）
- Mrs. GREEN APPLE〈煉獄（日语：インフェルノ (Mrs. GREEN APPLEの曲)）〉（2025年3月）
- Mrs. GREEN APPLE〈順其自然（日语：ケセラセラ (Mrs. GREEN APPLEの曲)）〉（2025年4月）
- 藤井風〈閃耀（日语：きらり）〉（2025年4月）
- Official髭男dism〈混合堅果〉（2025年5月）
- Mrs. GREEN APPLE〈Soranji（日语：Soranji）〉（2025年5月）
- Mrs. GREEN APPLE〈紫丁香〉（2025年5月）

## 合作組織
- 網絡音樂著作權協會（ネットワーク音楽著作権協議会）
- 不正當商品對策協會（日语：不正商品対策協議会）
- 促進內容海外流通機構（日语：コンテンツ海外流通促進機構）

### 腳註
1. ↑  正式會員中唯一一家銷售業務委託其他公司的唱片公司。
2. ↑  由於唱片公司在發行時已經大規模量產而唱片銷售店鋪卻有時因為實際情況導致某些唱片的銷量趕不上出貨量，所以協會統計的唱片銷售數據會高於公信榜所統計的數據。例如：小柳由紀的錄音室專輯《my all..》在發行大約就拿下了協會的雙白金認證，但在公信榜上的數據卻只有30%。此外還有一些特殊原因（例如宗教）也會引發此類情況。比如：宗教人士八島義郎所發行的單曲《戀愛的大阪》也是協會的銷量認證要高于公信榜。
3. ↑  由於長尾效應，部分唱片經過長時間的銷售以後會導致其在協會認定的銷售數據上高於榜單統計數據。例如：儘管在公信榜上的統計銷量只有10萬張左右，但是涅槃樂隊的《從不介意》卻在2000年代達到了三白金的銷量；同樣的情況也發生在ABBA身上，他們的專輯也有金唱片銷量。
4. ↑  在公信榜上銷量認證超過200萬的MONGOL800專輯《MESSAGE》由於其發行公司並非日本唱片協會成員，因此該專輯沒有得到協會的任何銷量認證。Golden Bomber的單曲《沒骨氣》在RecoChoku拿下2012年年榜第6名、2013年年榜第1名並在截至2012年的統計數據裡獲得鈴聲下載數據超100萬次的成績[11]，但由於這張專輯的初版發行公司並非日本協會成員，所以也沒有獲得任何協會銷量認證。
5. ↑  例如：瑪麗亞·凱莉的《夢遊仙境》、DREAMS COME TRUE的《Thank you.》、放浪兄弟的《放浪榮耀 ～因為如此深愛這世界～》等。
6. ↑  當時的標準是國產音樂銷量80萬張、海外音樂專輯銷量40萬張及海外音樂單曲銷量20萬張。
7. ↑  當時的標準是國產音樂銷量120萬張、海外音樂專輯銷量60萬張及海外音樂單曲銷量30萬張。
8. ↑  當時的標準是國產音樂銷量160萬張、海外音樂專輯銷量80萬張及海外音樂單曲銷量40萬張。
9. ↑  該專輯在日本發行時用的標題是《t.A.T.u.》。

### 出典
1. ↑  . Musicman.   [2020-06-30]. （原始内容存档于2020-11-21） （日语）.
2. ↑  . 日本唱片協會.   [2020-06-30]. （原始内容存档于2020-11-21） （日语）.
3. ↑  . 日本唱片協會.   [2020-06-30]. （原始内容存档于2020-12-06） （日语）.
4. ↑  . 日本唱片協會.   [2020-06-30]. （原始内容存档于2020-11-24） （日语）.
5. 1 2  . 日本唱片協會.   [2020-06-30]. （原始内容存档于2015-09-24） （日语）.
6. ↑  . 日本唱片協會.   [2020-06-30]. （原始内容存档于2019-05-17） （日语）.
7. 1 2 3   (PDF). 日本唱片協會.   [2020-06-30]. （原始内容存档 (PDF)于2010-12-23） （日语）.
8. ↑  . 日本唱片協會.   [2020-06-30]. （原始内容存档于2021-03-20） （日语）.
9. ↑  . 日本唱片協會.   [2020-06-30]. （原始内容存档于2020-12-06） （日语）.
10. ↑  . PR Times.   [2020-06-30]. （原始内容存档于2021-02-27） （日语）.
11. ↑  . Barks.   [2020-07-01]. （原始内容存档于2020-11-21） （日语）.
12. ↑   (PDF). 日本唱片協會.   [2020-07-01]. （原始内容存档 (PDF)于2011-06-23） （日语）.
13. ↑  .   [2022-10-14]. （原始内容存档于2022-09-28）.

## 外部連接
- 官方网站
- 日本唱片協會的X（前Twitter）